# カスティリオーン・フィボッキ
カスティリオーン・フィボッキ (伊: Castiglion Fibocchi) は、イタリア共和国トスカーナ州アレッツォ県にある、人口約2,100人の基礎自治体（コムーネ）。

## 地理

### 位置・広がり

#### 隣接コムーネ
隣接するコムーネは以下の通り。
- アレッツォ
- カポローナ
- ラテリーナ・ペルジネ・ヴァルダルノ (ラテリーナ)
- ローロ・チュッフェンナ
- タッラ
- テッラヌオーヴァ・ブラッチョリーニ

### 気候分類・地震分類
カスティリオーン・フィボッキにおけるイタリアの気候分類 (it) および度日は、zona D, 2093 GGである。
また、イタリアの地震リスク階級 (it) では、zona 3 (sismicità bassa) に分類される。

## 姉妹都市
- Veurey-Voroize、フランス